# Annibal Camoux
Annibal Camoux (La Turbie, 1638 – Marsiglia, 1759) è stato un presunto supercentenario francese.
La sua longevità è dai più considerata una leggenda, non essendoci prove valide in relazione al suo dichiarato anno di nascita. La maggior parte dei ricercatori, tra cui quelli francesi, considera questo reclamo un mito; nel 1957 lo storico francese Louis Thibaux dimostrò, tramite le sue ricerche, che la data di nascita di Camoux era il 1669, ridimensionando la sua età alla morte a 90 anni, comunque importante per il periodo storico in cui visse

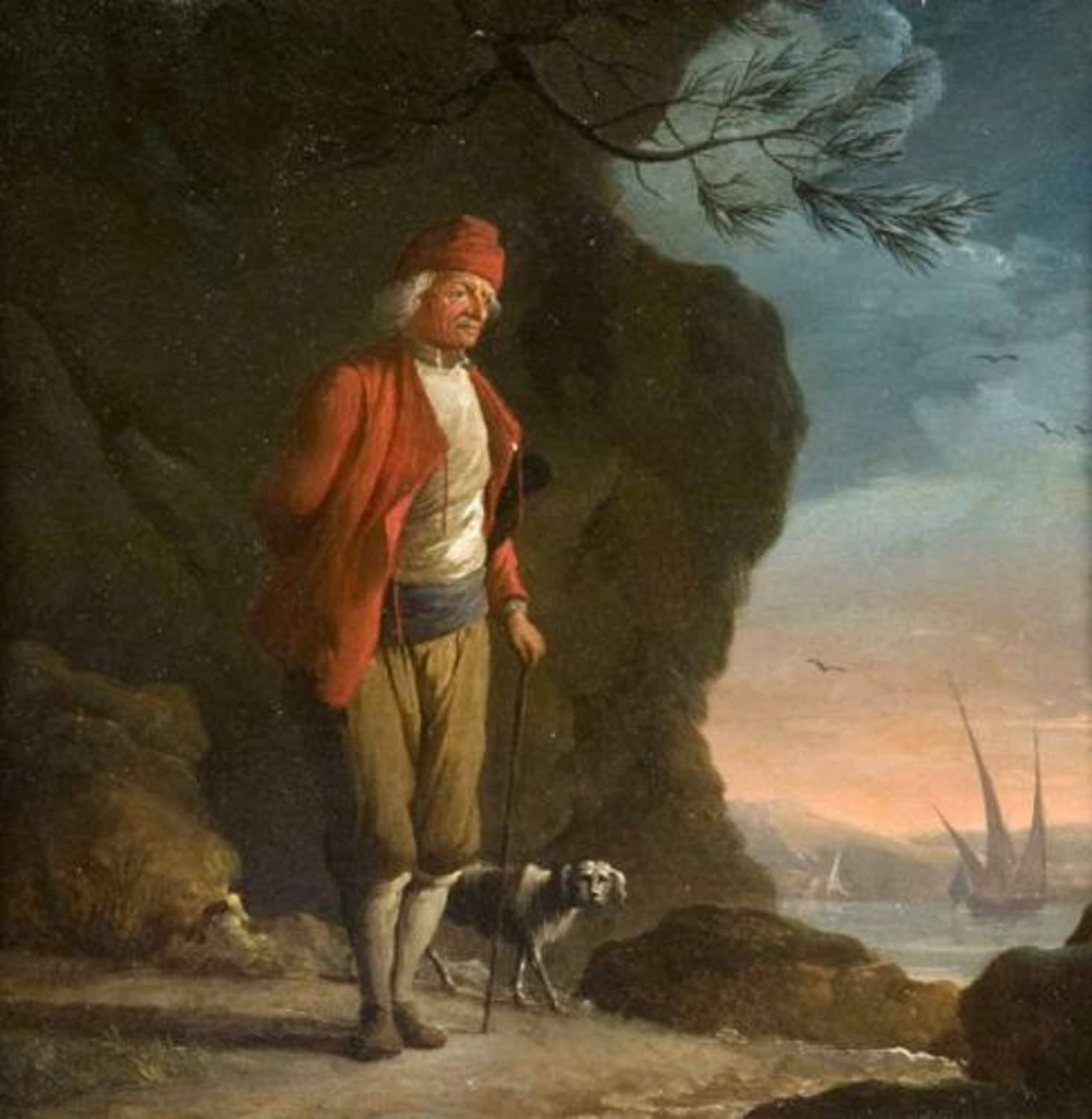
Annibal Camoux, ritratto nel 1767 da Charles-François de Lacroix.

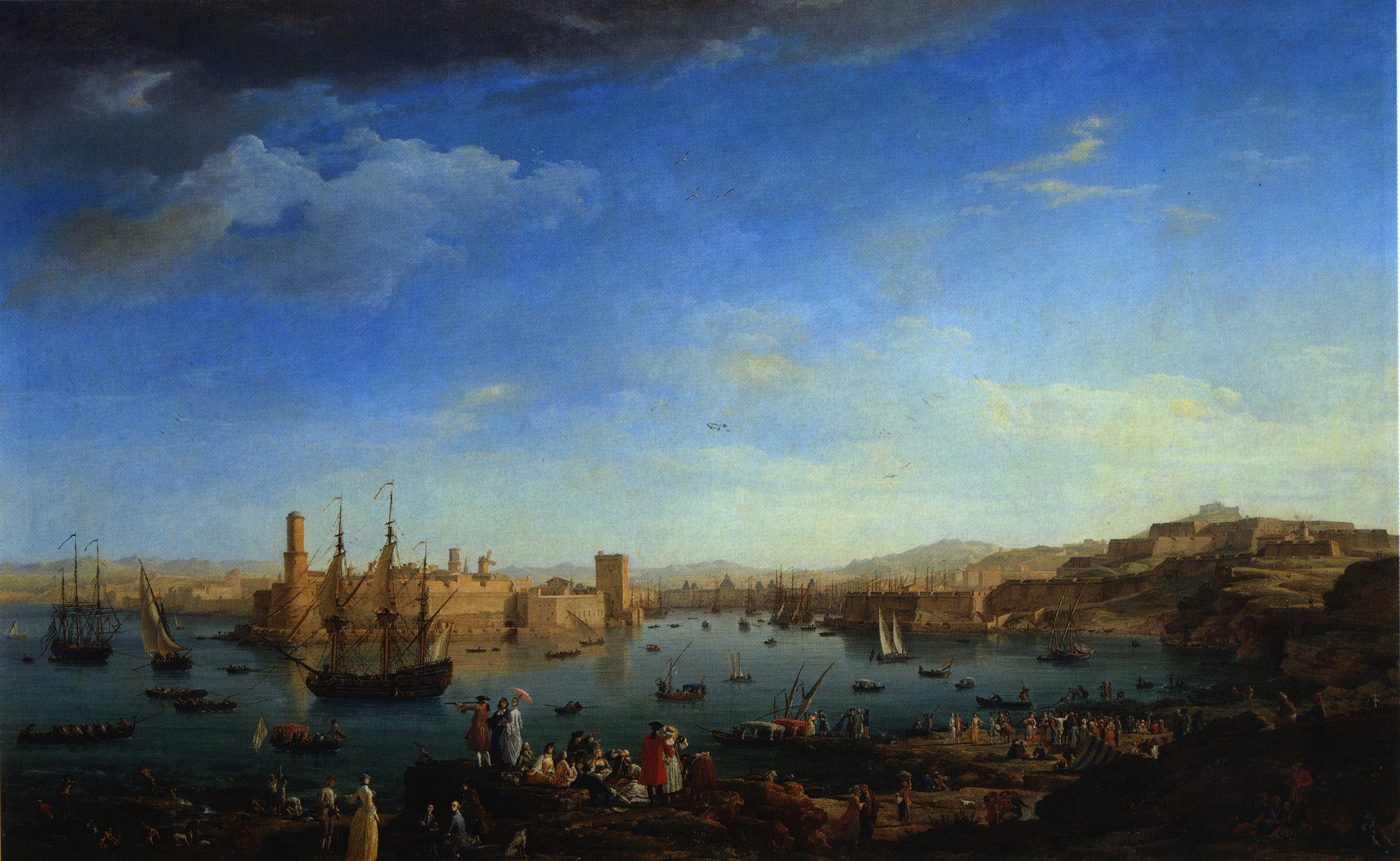
Le port de Marseille: l'entrée du port, Claude Joseph Vernet. In basso a sinistra si possono vedere l'artista e il figlio intenti a dipingere, mentre la moglie di Vernet, vestita di giallo, presenta loro Annibal Camoux.

## Biografia
Fu un soldato al servizio del re di Francia. Luigi XV gli assegnò una pensione e nel 1755 il cardinale Jean-Baptiste de Belloy-Morangle, allora vescovo di Marsiglia, lo visitò.
Annibal Camoux morì nel 1759 a Marsiglia, alla dichiarata età di 121 anni. In accordo con i ricercatori, l'età del decesso fu invece 90 anni.

## Nella cultura di massa
Camoux affermava di aver mantenuto la propria forza anche in tarda età dalla masticazione quotidiana della pianta di angelica.
Fu ritratto da diversi artisti, tra i quali Claude Joseph Vernet e Charles François Lacroix de Marseille.